# 君のせいで何もできない!
『君のせいで何もできない!』（きみのせいでなにもできない!、朝: 미치겠다, 너땜에!、英: You Drive Me Crazy）は、2018年の韓国のテレビドラマ。出演は、イ・ユヨン、キム・ソンホ、キム・ソンジュ、クォン・ドウンなど。韓国MBCで2018年5月7日、8日に放送された。

## あらすじ
8年間にわたり良い友人関係を築いていたハン・ウンソン（イ・ユヨン）とキム・レワン（キム・ソンホ）は、一夜を共にしたことで関係がぎくしゃくしてしまう。そんな中、ウンソンの家が水道管の故障で水浸しとなり、レワンの家にしばらく居候することになる。

## 登場人物

### 主要人物
ハン・ウンソン〈27〉
演 - イ・ユヨン
フランス語通訳士。
キム・レワン〈27〉
演 - キム・ソンホ
画家。ウンソンの8年来の親友。
ユン・ヒナム〈20代前半〉
演 - キム・ソンジュ
インディーズ歌手。
ムン・ソジョン〈20代前半〉
演 - クォン・ドウン
レワンが行きつけのカフェのアルバイト。

### その他の人物
カン・ジイン〈27〉
演 - リュ・ヘリン
ウンソンの友人。フランス語通訳士。
イ・ヒョンジ
演 - パク・ヒョジュ
レワンの先輩。カフェの社長。

## 視聴率
以下の表において、青字は最低視聴率、赤字は最高視聴率を示す。
| 話   | 放送日       | 平均視聴率 | 平均視聴率 | 平均視聴率  | 平均視聴率  |
| 話   | 放送日       | TNmS       | TNmS       | AGB Nielsen | AGB Nielsen |
| 話   | 放送日       | 全国       | 首都圏     | 全国        | 首都圏      |
| ---- | ------------ | ---------- | ---------- | ----------- | ----------- |
| 1    | 2018年5月7日 | 2.4%       | 2.6%       | 2.5%        | 2.7%        |
| 2    | 2018年5月7日 | 2.1%       | 2.3%       | 2.2%        | 2.4%        |
| 3    | 2018年5月8日 | 2.3%       | 2.5%       | 2.4%        | 2.6%        |
| 4    | 2018年5月8日 | 2.2%       | 2.3%       | 2.4%        | 2.5%        |
| 平均 | 平均         | 2.3%       | 2.4%       | 2.4%        | 2.6%        |